# Roine (Finlande)
Le Roine est un lac situé à Kangasala et Pälkäne en Finlande,.

## Présentation
Le lac Roine a une superficie de 38,04 kilomètres carrés et une altitude de 77,4 mètres.
Ensemble, les lacs Roine et Mallasvesi ont une superficie de 84,2 kilomètres carrés et forment le 42ème lac de Finlande.
Dans la culture finlandaise, les lacs Längelmävesi et Roine sont bien connus car ils sont évoqués dans le célèbre poème Jour d'été à Kangasala de Zacharias Topelius et ils font ainsi partie intégrante de l'imagerie du paysage national finlandais.